# میخائیل چابایدا
میخائیل چابایدا (اوکراینی: Чабайда Михаил Прокофьеви؛ زادهٔ ۱۸ مارس ۱۹۴۸) بازیکن فوتبال اهل اتحاد جماهیر شوروی سوسیالیستی است.